# Waco, Texas
Waco är en stad i McLennan County i delstaten Texas, USA. Waco är administrativ huvudort (county seat) i McLennan County.
Den 28 februari 1993 utbröt en skottväxling mellan USA:s myndighet för alkohol, tobak och vapen (ATF) och den apokalyptiska sekten Davidianerna vid deras högkvarter i Waco. Sammanlagt tio människor dödades. Den 19 april, efter en 50 dagar lång belägring, stormade FBI:s Hostage Rescue Team och ATF högkvarteret i Waco. Totalt omkom 76 människor, inklusive sektens ledare David Koresh. Händelserna brukar kallas "The Waco Siege" – Belägringen i Waco.
I Waco finns Baylor University, världens största universitet anslutet till baptistiska kyrkor.
Den populära läskedrycken Dr Pepper uppfanns här 1885.

## Berömda personer födda i Waco
- Jennifer Love Hewitt
- Steve Martin
- William R. Poage
- Ashlee Simpson